# Голоско
Голо́ско, Голосковка (укр. Голоско, пол. Hołosko) — историческая местность во Львове (Украина), ограниченная улицами Замарстиновской, Варшавской и Под Голоском. Находится в Шевченковском районе города.

## История

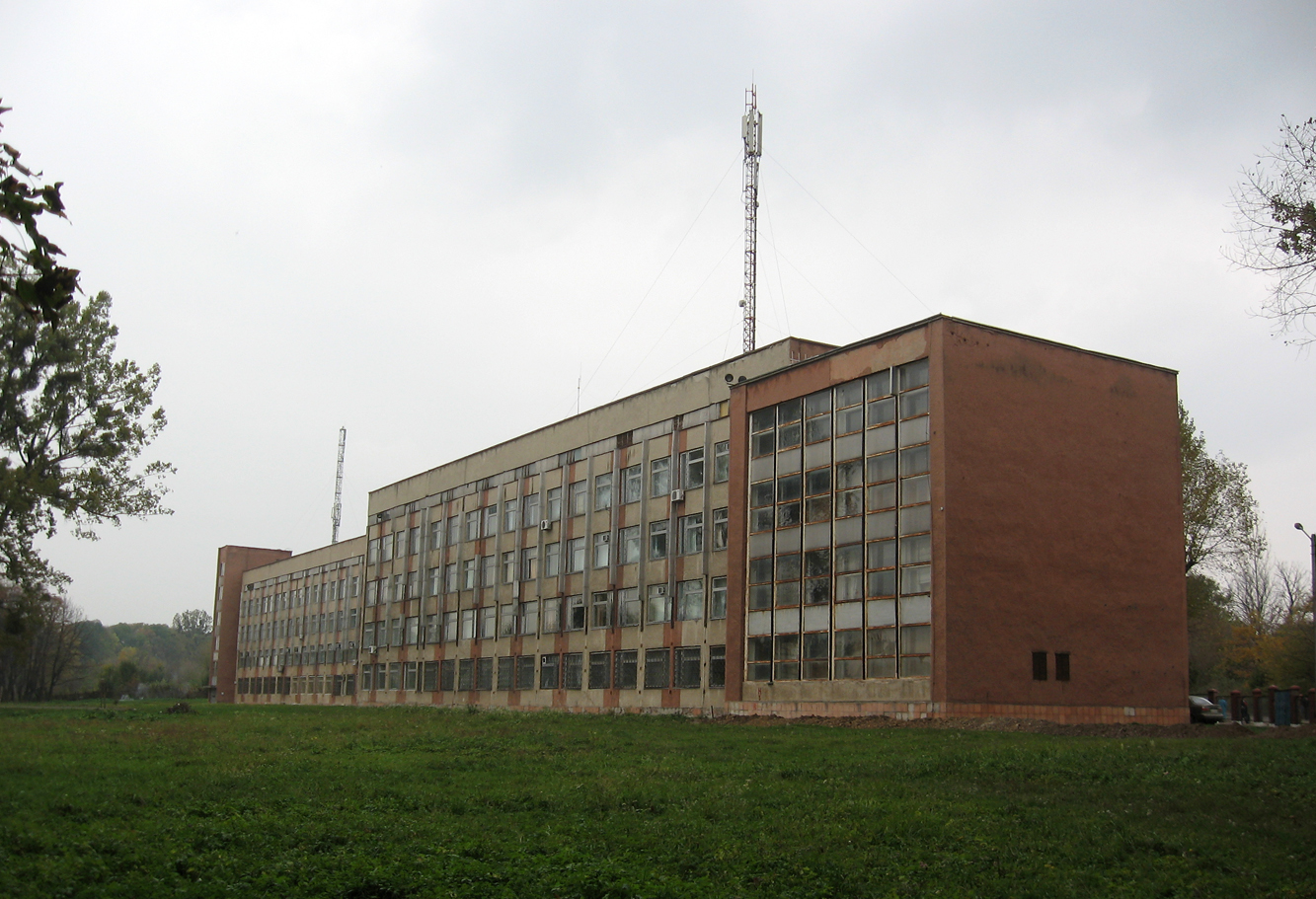
Учебные корпуса Львовского полиграфического института имени Ивана Фёдорова (ныне - Украинская академия печати)

В 1401 году львовский мещанин Николай Циммерманн купил 2 лана земли возле урочища Оловско (Головско) и через год заложил здесь поселение Голоско. В 1415 году Голоско перешло в собственность города. Его назвали Голоско Великое. В урочище, что возле Голоска Большого, в 1470 году мещанин Ян Ганль заложил другое поселение, которое получило название Голоско Малое.
Во время польско-украинской войны через Голоско, как и другие пригороды Львова проходили позиции, которые обороняли польские части.
В межвоенный период две трети населения Голоска Великого составляли поляки, треть — украинцы. В 1930 году Голоско Малое было присоединено ко Львову, как и другие пригородные сёла (Замарстинов, Клепаров, Знесенье, Сигновка, Кульпарков, Белогорща, Козельники, Кривчицы). В то время на Голоско был пруд, позже осушенный, в память о котором осталось название одной из улиц — Заозёрная. 
В 1958 году в Голоско была проложена троллейбусная линия. Также в советское время здесь были построены учебные корпуса и общежития Львовского полиграфического института имени Ивана Фёдорова.
К Голоску прилегает Брюховичский лесопарк.

## Сакральные сооружения
- Монастырь Святого Альфонса ордена Наисвятейшего Избавителя (редемптористов)
- Церковь Успения праведной Анны (1775 года постройки).